# Offshore-Windpark He dreiht

Lage von He Dreiht innerhalb der Windparks in der Deutschen Bucht

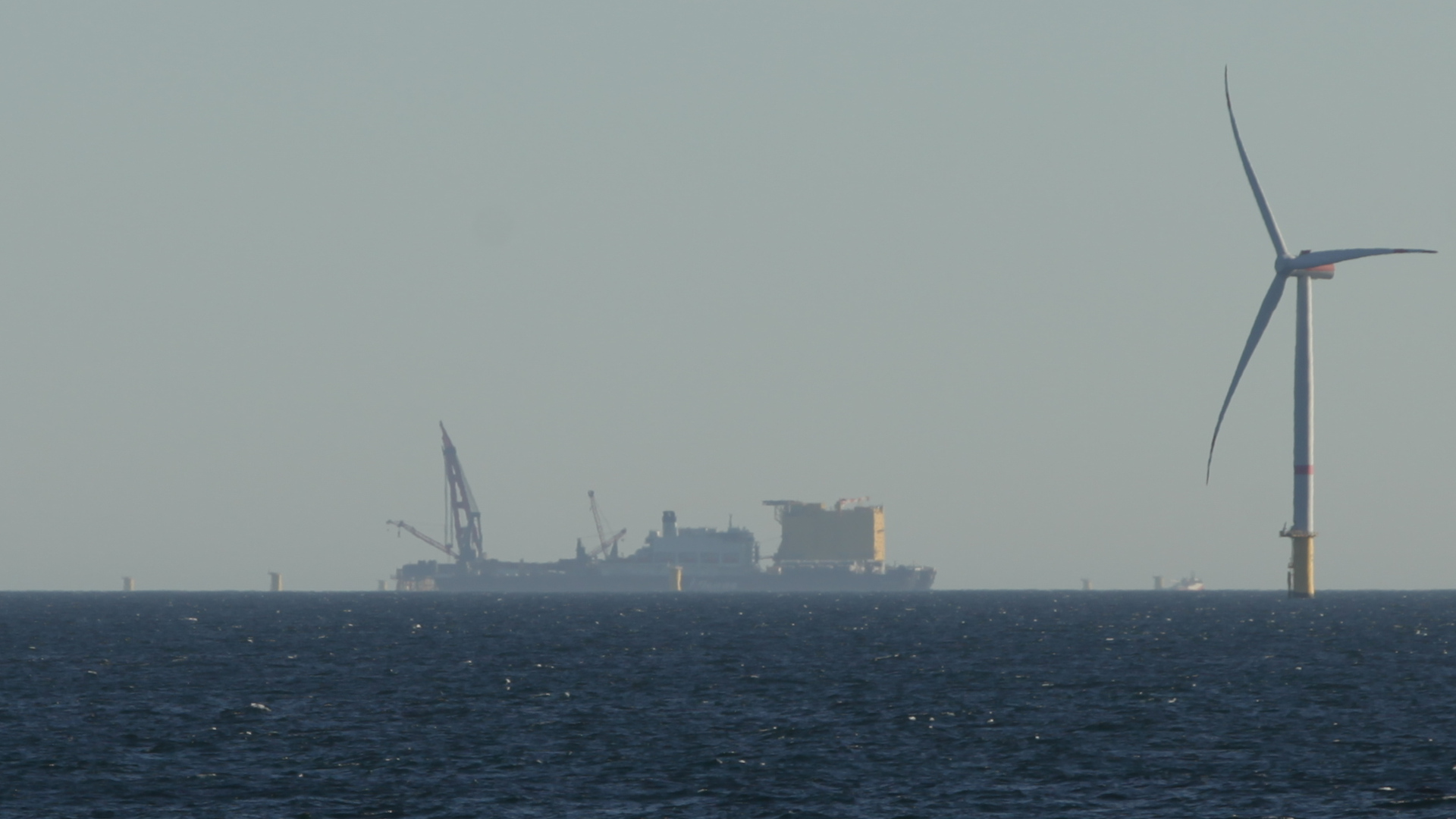
Kranschiff Pioneering Spirit liefert den Konverter BorWin Epsilon nach He Dreiht

Der Offshore-Windpark He Dreiht ist ein in Bau befindlicher Offshore-Windpark in der deutschen Ausschließlichen Wirtschaftszone der Nordsee, ca. 85 km nördlich der Insel Borkum und ca. 104 km westlich der Insel Helgoland. Die Bezeichnung He Dreiht ist niederdeutsch für er dreht. Die installierte Leistung soll bei 960 MW liegen, die Inbetriebnahme ist schrittweise bis ins Frühjahr 2026 geplant.

## Planungsgeschichte

### Planungsbeginn und ursprüngliche Planungen
Ursprünglich wurde der Windpark von der EOS Offshore AG aus Varel, ein damaliges Gemeinschaftsunternehmen von innoVent und wpd geplant. Auf Antrag der EOS Offshore AG vom 24. Januar 2002 zur Errichtung und zum Betrieb von 119 Windenergieanlagen (WEA) der 4,5-MW-Klasse wurde der Windpark am 20. Dezember 2007 mit zunächst 80 WEA vom Bundesamt für Seeschifffahrt und Hydrographie (BSH) nach Seeanlagenverordnung genehmigt. Die Genehmigung für die übrigen 39 WEA wurde durch die Wasser- und Schifffahrtsdirektion Nord abgelehnt, da dem Antrag eine Bewertung des kumulativen Risikos einer Schiffskollision mit den Anlagen fehlte.
Das genehmigte Teilprojekt wurde im Mai 2008 an die EnBW Energie Baden-Württemberg veräußert.
Die inzwischen umfirmierte EnBW Nordsee Offshore GmbH ergänzte am 23. Juli 2009 die geforderte Risikoanalyse. Die Genehmigung für die 39 WEA wurde schließlich am 22. Februar 2010 erteilt.
Der Windpark soll auf einer Fläche von etwa 60 km² mit Wassertiefen von 37 bis 43 Metern entstehen. Geplant war die Errichtung und der Betrieb von 119 WEA mit einer Leistung von je bis zu 5 MW. Dies ergäbe eine Gesamtleistung von 595 MW.
Seit Dezember 2012 läuft der Offshore-Windpark unter dem Namen EnBW He Dreiht, der Genehmigungsinhaber ist die EnBW He Dreiht GmbH mit Sitz in Stuttgart (vormals: Varel).
Für He Dreiht sicherte sich EnBW im April 2017 einen Zuschlag für 900 MW. Bei der Ausschreibung nach dem Windenergie-auf-See-Gesetz bot EnBW 0,00 Cent pro Kilowattstunde und sicherte sich somit Netzanschlusskapazität, ohne Anspruch auf Marktprämie nach dem Erneuerbare-Energien-Gesetz.
Die Genehmigung für die ältere Planung erlosch, weil trotz Fristverlängerung nicht bis zum 30. Juni 2017 mit den Bauarbeiten für die Installation der Anlagen begonnen wurde.

### Aktueller Stand
Am 23. März 2023 wurde die Investitionsentscheidung für 64 Anlagen mit einer Gesamtleistung von 960 MW getroffen. Es wird mit einer Inbetriebnahme im Jahr 2025 gerechnet. Gleichzeitig hat EnBW 49,9 % der Anteile am Windpark an ein Konsortium aus dem norwegischen Staatsfonds Norges Bank Investment Management, der dänischen Plattform für Infrastrukturinvestitionen AIP Management und der deutschen Private-Equity-Sparte Allianz Capital Partners verkauft. Zur Finanzierung des Windparks hat sich EnBW zudem eine langfristige Finanzierung in Höhe von 600 Millionen Euro von der Europäischen Investitionsbank gesichert. Baustart für die Anlage war am 18. Mai 2024.
Stand Mai 2025 sind die ersten 3 Anlagen gestellt und die Konverterplattform BorWin Epsilon mit dem Kranschiff Pioneering Spirit zur Errichtung in den Park geliefert.

## Windenergieanlagen
Nach einer EU-weiten Ausschreibung wurde von EnBW der Auftrag zur Lieferung der Offshore-Windenergieanlagen an Vestas Wind Systems zu vergeben. Es kommt der Anlagentyp V236-15.0MW mit einer Leistung von 15 Megawatt und einem Rotordurchmesser von 236 Metern zum Einsatz.
Für die Installation der Fundamente erhielt Heerema Marine Contractors den Auftrag. Die 64 Monopiles werden von Steelwind Nordenham hergestellt, die "Transition Pieces" kommen aus einer Zusammenarbeit von Smulders und Sif.

## Netzanbindung
Die Anschlussleistung von 900 MW wird mit dem Offshore-HGÜ-System BorWin5 verbunden. Damit ist die Kapazität von BorWin5 ausgereizt. Die 230 km lange Gleichstromverbindung zum Netzverknüpfungspunkt bei Garrel wird über 110 km See- und 120 km Erdkabel realisiert. Der Drehstromanschluss des Windparks an die Offshore-Konverterplattform BorWin epsilon wird mittels eines neuen 66-kV-Direktanbindungskonzepts erfolgen. Bei diesem Konzept werden die 66-Kilovolt-Kabelstränge der Windkraftanlagen direkt mit der Konverterplattform verbunden. Durch den Entfall der bisher üblichen 155-kV-Drehstrom-Seekabelsysteme und Windpark-Umspannplattform reduzieren sich die Gesamtkosten des Netzanbindungssystems BorWin5. Verantwortlicher Übertragungsnetzbetreiber ist Tennet TSO.

## Power Purchase Agreements (PPA)
Teile der zukünftigen Kapazität werden über Power Purchase Agreements mit langjähriger Laufzeit an Unternehmen geliefert:
- 100 MW für 15 Jahre an das PASM Power and Air Condition Solution Management der Telekom[17]
- 85 MW an den Flughafenbetreiber Fraport
- 150 MW für 15 Jahre an das Chemieunternehmen Evonik[18]
- 50 MW an den Stahlkonzern Salzgitter Flachstahl
- 50 MW an das Industrieunternehmen Bosch[19]
- 20 MW an die DHL Group[20]